# Garcillán
Garcillán er en by og kommune i det centrale Spanien i provinsen Segovia. Den har et indbyggertal på 515 (2024) indbyggere.